# Історично-археографічний інститут ВУАН
Історично-археографічний інститут ВУАН — науково-дослідна установа історичного профілю. Створений на січневій 1934 сесії ВУАН (нині Національна академія наук України) разом із 20 іншими НДІ. Розпочав діяльність 1 лютого 1934, однак уже 17 листопада 1934 був ліквідований за наказом неодмінного секретаря ВУАН. Обов'язки директора виконував Ф.Козубовський, із квітня — учений секретар І.Кравченко. В складі інституту працювали сектори: історії партії (н. с. Ю.Рахманінов), історії України (кер. — С.Кокошко, ст. н. с. О.Баранович, І.Кравченко, О.Оглоблин, І.Слизький, н. с. М. Грищенко, Ф. Ястребов, м. н. с. К. Лазаревська), історії Західної України (н. с. В.Лемешко), історії Росії і народів СРСР (ст. н. с. М.Харитонов, н. с. К. Антипович, м. н. с. Абрам Грінберг), історії Заходу та Сходу (ст. н. с. Є. Погребинський, Л. Розен, К. Штеппа). В штаті інституту значилися також акад. Михайло Грушевський та ст. н. с. К. Грушевська. Перед інститутом було поставлено завдання: вивчення «ленінського етапу в історичній науці», «історії класової боротьби за часів феодалізму, капіталізму і за диктатури пролетаріату», колгоспного руху та історії міст, пролетарських революцій на Заході і Сході, історії громадянської війни 1918–20 та історії фабрик і заводів, а також участь в експедиціях з метою вивчення Полісся й Донбасу та «боротьба з великодержавницьким шовінізмом й українським націоналізмом як головною небезпекою в історіографії». Готувались до публікації археографічні збірники матеріалів до історії української буржуазії (А.Грінберг), смілянських цукроварень (І.Кравченко), про селянські революційні війни 1648, про господарство Києво-Печерської лаври (обидва — К.Лазаревська) та кількатомні «Матеріали з історії селянських воєн в XVII ст. на Україні» (роботу, розпочату в Археографічній комісії ВУАН (див. Археографічні комісії України) 1932–33, у 1934 продовжували О.Баранович і Ф.Ястребов), однак за винятком деяких статей, ці праці надруковані не були. Були також підготовлені до друку (але теж не надруковані) «Праці експедиції для дослідження історії промисловості Правобережного Полісся» (О.Оглоблин) та видання «Руської правди» (розпочате ще Археографічною комісією ВУАН 1928, упорядник і автор археографічної передмови С.Юшков, коректура К.Лазаревської). Співробітники інституту також брали участь у підготовці підручника та хрестоматії з історії України. Друкованим органом інституту були «Записки Історично-археографічного інституту», що мали виходити щоквартально, проте вийшло лише перше число (відповідальний редактор С.Кокошко), яке «уславилося» нищівними статтями І.Кравченка, Ф.Ястребова, І.Слизького, О.Оглоблина та О.Барановича, повністю присвяченими критиці робіт В.Антоновича, М.Грушевського, М.Довнар-Запольського та їхніх учнів.